# Adolf Jessen
Adolf Georg Karl Jessen (ur. 11 stycznia 1911, zm. w 1969) – duński pilot wojskowy, ochotnik w armii fińskiej podczas wojny zimowej 1939-1940
W 1937 r. wstąpił do armii duńskiej, po czym przeszedł przeszkolenie lotnicze jako pilot. Na pocz. lutego 1940 r. przyjechał do Finlandii, walczącej od 30 listopada 1939 r. z ZSRR, wstępując ochotniczo do fińskiego lotnictwa wojskowego. Dostał stopień porucznika. Po powrocie do Danii aresztowano go pod zarzutem szpiegostwa przeciwko Niemcom i skazano na karę 14 lat więzienia. We wrześniu 1944 r. udało mu się zbiec do Szwecji, gdzie w styczniu 1945 r. wstąpił do lotnictwa Duńskiej Brygady. 12 maja powrócił w jej szeregach do wyzwolonego kraju. Ponownie służył w duńskim lotnictwie z przydziałem do 4 Eskadry 8403 Skrzydła Lotniczego. Pełnił funkcję oficera łącznikowego w bazie lotniczej w Funen.